# Crnče (Jagodina)
Pour les articles homonymes, voir Crnče.
Crnče (en serbe cyrillique : Црнче) est un village de Serbie situé sur le territoire de la ville de Jagodina, district de Pomoravlje. Au recensement de 2011, il comptait 198 habitants.

## Démographie
| 1948 | 1953 | 1961 | 1971 | 1981 | 1991 | 2002 | 2011 |
| ---- | ---- | ---- | ---- | ---- | ---- | ---- | ---- |
| 736  | 717  | 628  | 501  | 406  | 309  | 248  | 198  |

|  |